# Imre Bujdosó
Dans le nom hongrois Bujdosó Imre, le nom de famille précède le prénom, mais cet article utilise l’ordre habituel en français Imre Bujdosó, où le prénom précède le nom.
Imre Bujdosó est un escrimeur hongrois née le 12 février 1959 à Berettyóújfalu.

## Carrière
Imre Bujdosó participe à l'épreuve de sabre par équipe lors des Jeux olympiques d'été de 1988 à Séoul et remporte avec ses partenaires hongrois Imre Gedővári, Bence Szabó, György Nébald et László Csongrádi la médaille d'or. Il remporte ensuite aux Jeux olympiques d'été de 1992 à Barcelone la médaille d'argent par équipe.

## Palmarès

### Jeux olympiques
- Jeux olympiques d'été de 1988 à Séoul
  -  Médaille d'or au sabre par équipe
- Jeux olympiques d'été de 1992 à Barcelone
  -  Médaille d'argent au sabre par équipe

### Championnats du monde
- Championnats du monde d'escrime 1990
  -  Médaille d'argent au sabre par équipe
- Championnats du monde d'escrime 1991
  -  Médaille d'or au sabre par équipe

### Championnats d'Europe
- Championnats d'Europe d'escrime 1991
  -  Médaille d'or au sabre par équipe